# 海底人
海底人是存在於科幻小說、ACG和特攝片中的生物，是住在海洋底下的智人民族或從水棲動物演化而成，通常會具有超越人類的高科技文明。
海底人一般會被設定成亞特蘭提斯、姆大陸和雷姆利亞大陸居民的後代或殘存者。

## 出現海底人的作品

### 特攝片
- 大西洋底來的人
- 超人力霸王系列
- 海底軍艦
- 霹靂艇
- 哥吉拉對梅加洛
- 海底人8823
- 海之战士海斗

### ACG
- 海王子
- 水行俠
- 哆啦A夢電影作品
- 冒險少女娜汀亞
- 侵略！花枝娘
- 怪物王子
- 來自風平浪靜的明日
- 瑞克和莫蒂

## 相關
- 人魚
- 水棲人
- 外星人
- 地底人